# Aloe fimbrialis
Aloe fimbrialis (укр. Алое бахромисте, алое фімбріаліс)  — сукулентна рослина роду алое.

## Етимологія
Видова назва дана через бахрому, що вкриває краї листків від лат. fimbria — бахрома.

## Морфологічні ознаки
Багаторічна трав'яниста рослина без стебла, з м'ясистим листям в компактній розетці, розширеним у основи. Біля основи листя під землею утворює бульбу діаметром близько 5 см. Листків — 6-10, скручуються, найвищі мають до 28 см завдовжки, епідерміс яскраво-зелений, нижня сторона листя темніша і обидві сторони прикрашені великою кількістю дрібних білих плям. Зубчики дуже дрібні, м'які, завдовжки близько 1 мм. Суцвіття високе 45-90 см, просте, циліндричне 20-30x6-8 см і несе коралові, рожеві, від 3,0 до 4,0 см великі квіти, які можуть мати жовті краї. Рослини мають значний період спокою, в який листя висихає.

## Місця зростання
Росте в Танзанії та Замбії на висоті від 900 до 1 300 м над рівнем моря.

## Умови культивування
Утримання на повному сонці або в легкій тіні. Мінімальна температура — + 10 °C. Не найпоширеніший в колекціях вид.